# تشانغ هونج
تشانغ هونج (بالصينية: 张虹) هي متزلجة صينية، ولدت في 12 أبريل 1988 في هاربن في الصين.

## وصلات خارجية
- تشانغ هونج على موقع SpeedSkatingBase.eu (الإنجليزية)
- تشانغ هونج على موقع SpeedSkatingNews.info (الإنجليزية)
- تشانغ هونج على موقع SpeedSkatingStats.com (الإنجليزية)
- تشانغ هونج على موقع اللجنة الأولمبية الدولية (الإنجليزية)
- تشانغ هونج على موقع اللجنة الأولمبية الدولية (الإنجليزية)
- تشانغ هونج على موقع أوليمبيديا (الإنجليزية)
- تشانغ هونج على موقع اللجنة الأولمبية الصينية (الإنجليزية)